# 斜肩芋螺
斜肩芋螺（学名：Conus smirna）为芋螺科芋螺屬下的一个种。